# Ludwig Büchner
Friedrich Karl Christian Ludwig Büchner (Darmstadt, 29 de marzo de 1824-1 de mayo de 1899) fue un filósofo, fisiólogo y médico alemán que se convirtió en uno de los exponentes del materialismo científico del siglo XIX.

## Biografía
Büchner nació en Darmstadt el 29 de marzo de 1824. De 1842 a 1848 estudió física, química, botánica, mineralogía, filosofía y medicina en la Universidad de Giessen, donde se licenció en 1848 con una tesis titulada Beiträge zur Hall'schen Lehre von einem excitomotorischen Nervensystem (Contribuciones a la teoría halleriana de un sistema nervioso excitomotor). Posteriormente, continuó sus estudios en la Universidad de Estrasburgo, la Universidad de Würzburg (donde estudió patología con el gran Rudolf Virchow) y la Universidad de Viena. En 1852 fue nombrado profesor de medicina en la Universidad de Tubinga, donde publicó su obra magna Kraft und Stoff: Empirisch-naturphilosophische Studien (Fuerza y materia: estudios empírico-filosóficos, 1855). Büchner fue uno de los miembros fundadores de la Freies Deutsches Hochstift (Fundación Alemana Libre).
Según Friedrich Albert Lange (Geschichte des Materialismus, 1866), Kraft und Stoff estaba imbuido de un entusiasmo fanático por la humanidad. Büchner pretendía demostrar la indestructibilidad de la materia y la finalidad de la fuerza física. El materialismo científico de esta obra, que los contemporáneos solían agrupar con las publicaciones de otros "materialistas" como Karl Vogt y Jacob Moleschott, provocó tanta oposición que se vio obligado a abandonar su puesto en Tubinga y se retiró a Darmstadt. Ejerció como médico y colaboró regularmente en revistas patológicas, fisiológicas y de divulgación.
Continuó su labor filosófica en defensa del materialismo, y publicó Natur und Geist (Naturaleza y espíritu, 1857), Aus Natur und Wissenschaft (De la naturaleza y la ciencia, vol. I., 1862; vol. II., 1884), Der Fortschritt in Natur und Geschichte im Lichte der Darwinschen Theorie (El progreso de la naturaleza y de la historia a la luz de la teoría darwiniana, 1884), Tatsachen und Theorien aus dem naturwissenschaftlichen Leben der Gegenwart (Hechos y teorías de la vida científica del presente, 1887), Fremdes und Eigenes aus dem geistligen Leben der Gegenwart (Extraños y yo en la vida espiritual del presente, 1890), Darwinismus und Socialismus (Darwinismo y socialismo, 1894), Im Dienste der Wahrheit (Al servicio de la verdad, 1899).
El materialismo de Büchner fue la base del movimiento librepensador en Alemania. En 1881 fundó en Fráncfort la "Liga Alemana de Librepensadores" ("Deutsche Freidenkerbund"). Políticamente activo, Büchner fue miembro de la segunda cámara de los Landstände del Gran Ducado de Hesse como representante del Partido Librepensador Alemán de 1884 a 1890.
Murió en Darmstadt el 30 de abril de 1899.

## Obra filosófica
A la hora de valorar la filosofía de Büchner, hay que tener en cuenta que era ante todo un fisiólogo, no un metafísico. La materia y la fuerza (o energía) son, según él, infinitas; la conservación de la fuerza se deriva de la imperecederidad de la materia, base última de toda ciencia.
Büchner no siempre es claro en su teoría de la relación entre materia y fuerza. En alguna ocasión se niega a explicarla, pero en general parte de la base de que todas las fuerzas naturales y espirituales residen en la materia. Del mismo modo que una máquina de vapor, dice en Kraft und Stoff (7ª ed., p. 130), produce movimiento, así el intrincado complejo orgánico de sustancia portadora de fuerza en un organismo animal produce una suma total de ciertos efectos, que, cuando se unen en una unidad, son llamados por nosotros mente, alma, pensamiento. Aquí postula que la fuerza y la mente emanan de la materia original, un monismo materialista. Pero en otras partes de su obra sugiere que la mente y la materia son dos aspectos diferentes de aquello que es la base de todas las cosas, un monismo que no es necesariamente materialista.
A Büchner le preocupaba mucho menos establecer una metafísica científica que protestar contra el idealismo romántico de sus predecesores y las interpretaciones teológicas del universo. Según él, la naturaleza es puramente física; no tiene finalidad, ni voluntad, ni leyes impuestas por una autoridad ajena, ni sanción ética sobrenatural.
Büchner respaldó la teoría de la evolución de Charles Darwin una década después de su primera publicación, escribiendo en 1869 el libro El hombre en el pasado, presente y futuro sobre lo que, en su opinión, eran las implicaciones del darwinismo. Creía que esto incluía que la humanidad pasara a un estado del ser más amable, en el que la lucha primitiva por la vida ya no se aplicaría o, al menos, sería sustituida por luchas puramente intelectuales, y se pondría fin a la guerra. Para lograrlo, Büchner abogó por programas sociales gubernamentales que contribuyeran a una mayor igualdad, incluida la propiedad colectiva de la tierra y los derechos de la mujer (aunque no los extendió al sufragio, por considerarlo prematuro en aquella época).
Büchner, junto con Edward Aveling, había asistido al congreso de la "Federación Internacional de Librepensadores" celebrado en Londres del 25 al 27 de septiembre de 1881; al día siguiente visitaron Darwin, el 28 de septiembre. Aveling publicó un relato completo de su visita en el National Reformer en 1882.
Los apologistas cristianos modernos consideran a Büchner el padre del evangelismo ateo en Alemania, una contraparte de Thomas Huxley.

## Familia
Ludwig Büchner nació en la familia de Ernst Karl Büchner, consejero médico y médico de la corte del Gran Ducado de Hesse. Ludwig era el hermano menor de Georg Büchner, famoso dramaturgo revolucionario, y de Luise Büchner, defensora de los derechos de la mujer; y tío de Ernst Büchner, inventor de la petaca Büchner.

## Principales obras
- Kraft und Stoff, 1854 rr
- Physiologische Bilder, 2 Bde., 1861/75
- Die Darwinsche Theorie von der Verwandlung der Arten und die erste Entstehung der Organismenwelt, 1868
- Die Stellung des Menschen in der Natur, 1868
- Der Mensch und seine Stellung in Natur und Gesellschaft, 1869, 3ª ed. 1889.
- Die Macht der Vererbung und ihr Einfluß auf den moralischen und geistigen Fortschritt der Menschheit, 1882
- Der neue Hamlet. Poesie und Prosa aus den Papieren eines verstorbenen Pessimisten, 1885 (pseudonym), 2ª ed. 1901
- Über religiöse und wissenschaftliche Weltanschauung, 1887
- Das Buch vom langen Leben oder die Lehre von der Dauer und Erhaltung des Lebens. (Makrobiotik), 1892
- Darwinismus und Sozialismus, 1894
- Im Dienste der Wahrheit, 1900